# عظاءة ميلر
عظاءة ميلر (الاسم العلمي:†Millerosaurus) هي جنس منقرض من نظيرات الزواحف تتبع فصيلة الميلريتات من رتبة العظائيات الميلرية.